# Печера «Дружба» (Крим, Карабі-Яйла)
Дружба — печера вертикального типу на Карабі-Яйлі в Криму. Протяжність — 500 м, глибина — 270 м, площа — 260 м², об'єм — 2600 м³, категорія складності — 3А.
Вхід (0,5 х 0,3 м) знаходиться в невеликій воронці, у східній частині масиву, близько сухого озера Егіз-Тінах. Шахта утворює в плані складну спіраль і складається з каскаду колодязів глибиною 25-40 м. Має кілька бічних тупикових відгалужень. Закінчується вузькою щілиною.
Закладена в верхньоюрських вапняках вздовж тектонічного порушення. З глибини 70 м слабка крапіль, з 200—210 м — періодичний водотік. Багато глибових навалів, є натьоки (дрібні сталактити, кораліти).
Виявлено спелеологами м. Феодосія в 1974 р. і знято в 1975 р. (кер. С. С. Пікулькін). Надалі неодноразово передосліджувалася спелеологами Феодосії, Одеси (Ю. Ковалишин) і Сімферополь (С. Кузнєцов). План і розріз складений спелеологами Сімферополя.

## Ресурси Інтернету
- Перелік класифікованих печер [Архівовано 4 серпня 2020 у Wayback Machine.]

## Виноски
1. ↑  http://www.rgo-speleo.ru/caves/cavelist1989.htm#x4 [Архівовано 4 серпня 2020 у Wayback Machine.] Перелік класифікованих печер